# Nike Bent
Nike Lovisa Bent (* 1. Dezember 1981 in Tännäs, Härjedalen) ist eine ehemalige schwedische Skirennläuferin. Sie war auf die Disziplinen Abfahrt und Super-G spezialisiert und fuhr im Weltcup sechsmal unter die besten zehn.

## Biografie
Im Dezember 1996 nahm Bent erstmals an FIS-Rennen teil, ab Dezember 1998 folgten Einsätze im Europacup. Bei den Juniorenweltmeisterschaften 2000 erreichte sie den vierten Platz in der Abfahrt in Mont Sainte-Anne. Am 24. Februar 2001 bestritt sie auf der Lenzerheide ihre erste Weltcup-Abfahrt, kam jedoch nicht ins Ziel.
Bis zum nächsten Einsatz im Weltcup vergingen drei Jahre: Als 27. des Super-G in Åre holte sich Bent am 21. Februar 2004 erstmals Weltcuppunkte. Am 2. Dezember 2005 stieß sie in Lake Louise erstmals unter die besten zehn vor und am 14. Januar 2006 erzielte sie in der Abfahrt in Bad Kleinkirchheim überraschend den zweiten Platz. Dies blieb ihr bestes Weltcupergebnis, danach fuhr sie nie mehr annähernd so gut. Eine Ausnahme bildeten die Weltmeisterschaften 2007 in Åre, als sie Sechste der Abfahrt und Achte der Superkombination wurde. Kurz zuvor war sie zum letzten Mal im Weltcup unter die besten zehn gefahren. Nachdem sie in der Saison 2008/09 nur noch einmal punkten konnte, verlor sie ihren Platz in der Schwedischen Nationalmannschaft. Aufgrund einer Knieverletzung konnte sie im Winter 2009/10 keine Rennen bestreiten, schließlich gab sie im August 2010 ihren Rücktritt bekannt.

## Erfolge

### Olympische Spiele
- Turin 2006: 14. Kombination, 21. Super-G, 22. Abfahrt

### Weltmeisterschaften
- Åre 2007: 6. Abfahrt, 8. Superkombination

### Weltcup
- 1 Podestplatz, insgesamt 6 Platzierungen unter den besten zehn

### Europacup
- Saison 2004/05: 5. Abfahrtswertung
- 3 Podestplätze

### Juniorenweltmeisterschaften
- Québec 2000: 4. Abfahrt, 38. Riesenslalom
- Verbier 2001: 13. Super-G, 17. Abfahrt

### Sonstige Erfolge
- 6 schwedische Meistertitel (Abfahrt 2000 und 2007; Super-G 2000, 2001, 2004 und 2007)
- 25 Siege in FIS-Rennen